# 艾謝·哈尼姆蘇丹
艾謝·哈尼姆蘇丹（Ayşe Hanım Sultan；約1682年—1747年），希臘人，鄂圖曼帝國蘇丹艾哈邁德三世的蘇丹，也是阿布都拉王子，法蒂焉蘇丹與穆罕默德王子的母親。

## 生平
她是一個牧師的女兒，原名艾奧娜，年幼時遭土耳其海盜擄走被送到伊斯坦布爾出售。13歲時進入後宮，改宗伊斯蘭教，改名艾謝。
她也是繼子馬哈茂德一世的蘇丹皇太后，1747年死於托卡比皇宮。